# Fokida

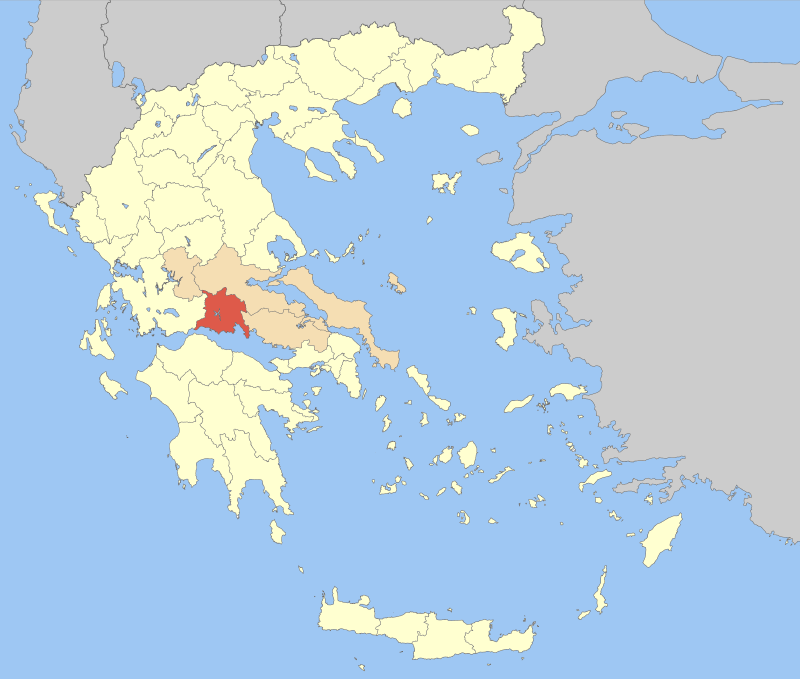
Nomos Fokida

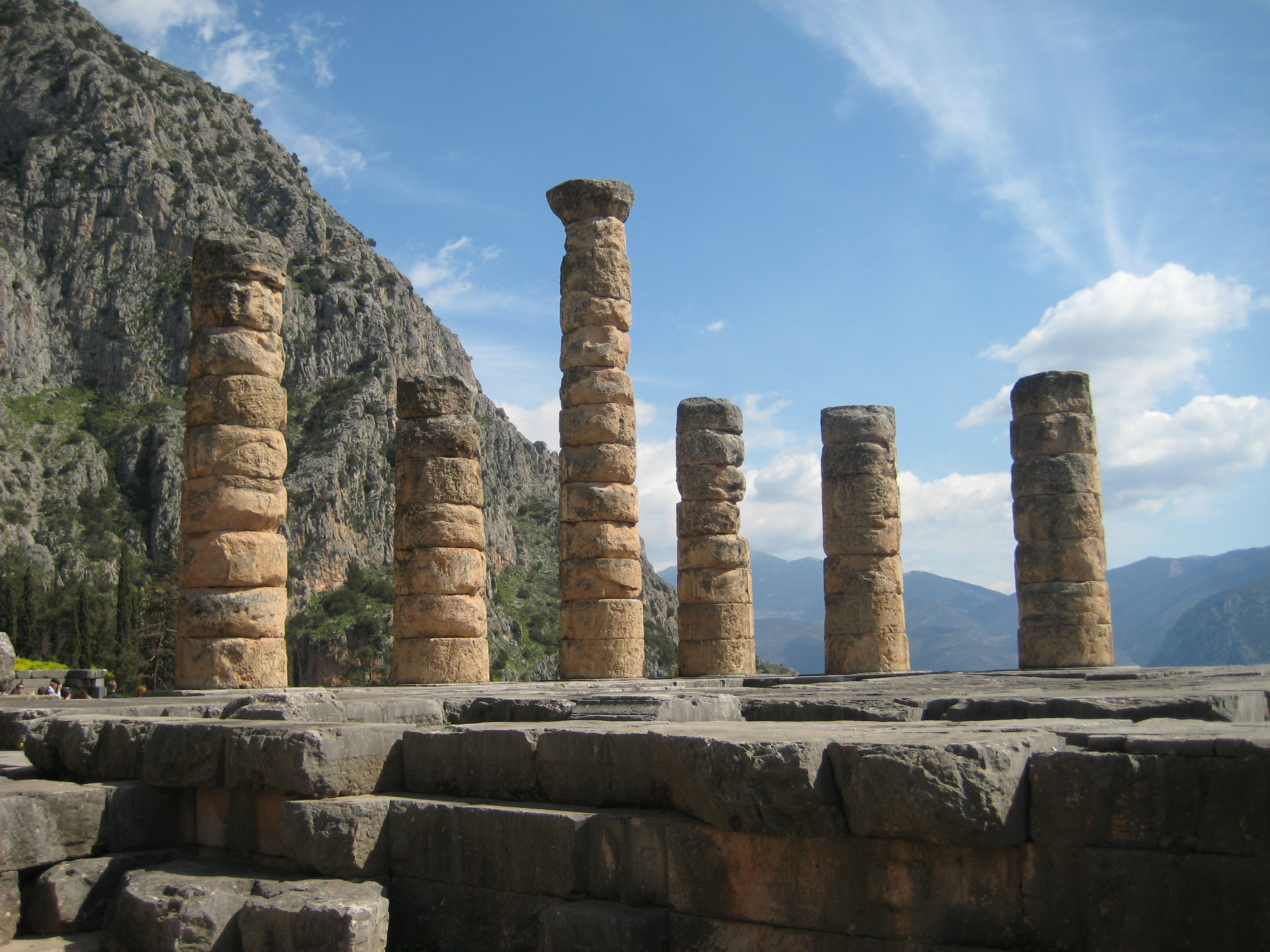
Świątynia Apollo, Delfy, Fokida

Fokida lub Focyda (nowogr. Φωκίδα, starogr. Φωκίς) – kraina w środkowej Grecji nad Zatoką Koryncką, w której wznoszą się góry Parnas i Kirfis. Kraina należała w starożytności do Związku Etolskiego. Głównymi miastami były Elateja i ośrodek religijny Delfy. Według mitologii w tej krainie Prometeusz ulepił człowieka, a Edyp zabił swojego ojca, Lajosa.
Do roku 2010 Fokida była prefekturą (nomosem), a od 2011 tworzy jednostkę regionalną Fokida ze stolicą w mieście Amfisa, w regionie administracyjnym Grecja Środkowa. Graniczy z jednostkami: Etolia i Akarnania (region Grecja Zachodnia) oraz Ftiotyda i Beocja (region Grecja Centralna). Zajmuje powierzchnię 2120 km², mieszka tu około 49,6 tys. ludzi (stan z roku 2005).